# Bridges (album của Josh Groban)
Bridges là album phòng thu thứ tám của nam ca sĩ người Mỹ Josh Groban. Album được Reprise phát hành vào ngày 21 tháng 9 năm 2018. Đây là album đầu tiên của Groban có sử dụng các bài hát gốc kể từ album phát hành năm 2013 All That Echoes. Nam ca sĩ đồng sáng tác 9 bài trong tổng số 12 bài hát của album. Phiên bản cao cấp của album có thêm hai bài hát.

## Bối cảnh thực hiện
Trò chuyện với tờ Newsweek, Groban cho biết sau khi trình diễn The Great Comet trên sân khấu Broadway từ năm 2016 đến năm 2017, "Tôi thậm chí còn không muốn nghỉ ngơi. Tôi chỉ lao vào viết nhạc. Có một số album, ví dụ như album trước đó, mà tôi không hề muốn viết nhạc chút nào khi ghi âm chúng; tôi chỉ muốn làm một ca sĩ vào thời điểm đó. Và rồi có những lúc bạn sẽ liên tục nảy ra những ý tưởng. Tôi đã ghi âm những album buồn bã trong quá khứ và [giờ] tôi muốn một album vui vẻ và tràn đầy hi vọng, cho tinh thần của tôi cũng như của người nghe. Tôi nghĩ rằng chúng ta đều cần điều đó."

## Diễn biến thương mại
Bridges ra mắt ở vị trí á quân của bảng xếp hạng US Billboard 200 với 96.000 đơn vị album quy đổi, trong đó có 94.000 bản là album thuần túy, đứng sau album phòng thu thứ tư của nhóm nhạc hip hop người Mỹ Brockhampton, Iridescence. Đây là album thứ chín của Groban lọt vào top 10 trên bảng xếp hạng tại Hoa Kỳ. Album cũng khởi đầu ở vị trí quán quân trên bảng xếp hạng US Top Album Sales trong tuần 6 tháng 10 năm 2018.

## Danh sách bài hát
| STT              | Nhan đề                                                | Sáng tác                                                                  | Thời lượng |
| ---------------- | ------------------------------------------------------ | ------------------------------------------------------------------------- | ---------- |
| 1.               | "Granted"                                              | Bernie Herms Josh Groban Toby Gad                                         | 4:39       |
| 2.               | "Symphony"                                             | Herms Groban Gad                                                          | 3:32       |
| 3.               | "River"                                                | Herms Groban Gad                                                          | 4:13       |
| 4.               | "Música del Corazón" (hợp tác với Vicente Amigo)       | Claudia Brant Groban Lester Mendez                                        | 4:14       |
| 5.               | "Bridge over Troubled Water"                           | Paul Simon                                                                | 4:52       |
| 6.               | "Run" (song ca với Sarah McLachlan)                    | Gary Lightbody Jonathan Quinn Mark McClelland Nathan Connolly Iain Archer | 4:47       |
| 7.               | "S'il suffisait d'aimer"                               | Jean-Jacques Goldman                                                      | 4:23       |
| 8.               | "Won't Look Back"                                      | Groban Steve Robson Wayne Hector                                          | 3:41       |
| 9.               | "We Will Meet Once Again" (song ca với Andrea Bocelli) | Andrea Bocelli Bernie Herms Jacqueline Nemorin Groban Marco Guazzone Gad  | 3:55       |
| 10.              | "More of You"                                          | Gad Danny O'Donoghue Groban Mark Sheehan Gad                              | 4:15       |
| 11.              | "99 Years" (song ca với Jennifer Nettles)              | Herms Groban Gad                                                          | 4:02       |
| 12.              | "Bigger than Us"                                       | Herms Groban Gad                                                          | 3:04       |
| Tổng thời lượng: | Tổng thời lượng:                                       | Tổng thời lượng:                                                          | 49:37      |

| Bài hát thêm cho phiên bản cao cấp và phiên bản phát hành tại Nhật Bản | Bài hát thêm cho phiên bản cao cấp và phiên bản phát hành tại Nhật Bản | Bài hát thêm cho phiên bản cao cấp và phiên bản phát hành tại Nhật Bản | Bài hát thêm cho phiên bản cao cấp và phiên bản phát hành tại Nhật Bản |
| STT                                                                    | Nhan đề                                                                | Sáng tác                                                               | Thời lượng                                                             |
| ---------------------------------------------------------------------- | ---------------------------------------------------------------------- | ---------------------------------------------------------------------- | ---------------------------------------------------------------------- |
| 13.                                                                    | "You Have No Idea"                                                     | Dan Wilson Francis Anthony White Harry Connick, Jr.                    | 4:38                                                                   |
| 14.                                                                    | "She's Always a Woman"                                                 | Billy Joel                                                             | 4:00                                                                   |
| Tổng thời lượng:                                                       | Tổng thời lượng:                                                       | Tổng thời lượng:                                                       | 58:15                                                                  |

| Bài hát thêm cho phiên bản phát hành trên Target | Bài hát thêm cho phiên bản phát hành trên Target | Bài hát thêm cho phiên bản phát hành trên Target | Bài hát thêm cho phiên bản phát hành trên Target |
| STT                                              | Nhan đề                                          | Sáng tác                                         | Thời lượng                                       |
| ------------------------------------------------ | ------------------------------------------------ | ------------------------------------------------ | ------------------------------------------------ |
| 13.                                              | "You Have No Idea"                               | Wilson White Connick                             | 4:38                                             |
| 14.                                              | "She's Always a Woman"                           | Joel                                             | 4:00                                             |
| 15.                                              | "Signs"                                          | Herms Groban Gad                                 | 4:41                                             |
| 16.                                              | "Everything You Needed"                          | Sia Furler                                       | 3:50                                             |
| Tổng thời lượng:                                 | Tổng thời lượng:                                 | Tổng thời lượng:                                 | 66:46                                            |

## Xếp hạng

### Xếp hạng tuần
| Bảng xếp hạng (2018)                | Vị trí cao nhất |
| ----------------------------------- | --------------- |
| Album Úc (ARIA)                     | 14              |
| Album Áo (Ö3 Austria)               | 32              |
| Album Bỉ (Ultratop Vlaanderen)      | 68              |
| Album Bỉ (Ultratop Wallonie)        | 46              |
| Album Canada (Billboard)            | 18              |
| Album Hà Lan (Album Top 100)        | 29              |
| Album Đức (Offizielle Top 100)      | 14              |
| Album Hungaria (MAHASZ)             | 17              |
| Album Ireland (IRMA)                | 14              |
| Album Scotland (OCC)                | 4               |
| Tây Ban Nha (PROMUSICAE)            | 85              |
| Album Thụy Sĩ (Schweizer Hitparade) | 17              |
| Album Anh Quốc (OCC)                | 6               |
| US Billboard 200                    | 2               |